# Atsushi Yanagisawa
Atsushi Yanagisawa (柳沢 敦 Yanagisawa Atsushi), född 27 maj 1977 i Kosugi, Toyama prefektur i Japan, är en japansk före detta fotbollsspelare. Yanagisawa avslutade sin karriär i Vegalta Sendai i J-League. Han har spelat för det japanska landslaget och har bland annat deltagit i  Fotbolls-VM i Tyskland 2006.

## Klubbkarriär
| Säsong  | Lag             | Division | Tröjnummer | Matcher | Mål |
| ------- | --------------- | -------- | ---------- | ------- | --- |
| 1996    | Kashima Antlers | 1        | -          | 8       | 5   |
| 1997    | Kashima Antlers | 1        | 13         | 25      | 8   |
| 1998    | Kashima Antlers | 1        | 13         | 32      | 22  |
| 1999    | Kashima Antlers | 1        | 13         | 26      | 9   |
| 2000    | Kashima Antlers | 1        | 13         | 26      | 6   |
| 2001    | Kashima Antlers | 1        | 13         | 26      | 12  |
| 2002    | Kashima Antlers | 1        | 13         | 27      | 7   |
| 2003    | Kashima Antlers | 1        | 13         | 8       | 2   |
| 2003-04 | Sampdoria       | 1        | 13         | 15      | 0   |
| 2004-05 | Messina         | 1        | 20         | 22      | 0   |
| 2005-06 | Messina         | 1        | 13         | 7       | 0   |
| 2006    | Kashima Antlers | 1        | 13         | 23      | 14  |
| 2007    | Kashima Antlers | 1        | 13         | 19      | 5   |
| 2008    | Kyoto Sanga     | 1        | 13         | 32      | 14  |
| 2009    | Kyoto Sanga     | 1        | 13         | 22      | 4   |
| 2010    | Kyoto Sanga     | 1        | 13         | 31      | 3   |
| 2011    | Vegalta Sendai  | 1        | 30         | 16      | 1   |

## Landslagskarriär
Atsushi Yanagisawa gjorde sin A-lagsdebut den 2 februari 1998 i en vänskapsmatch mot Australien, och den 6 juni april 2000 gjorde han sitt första mål i en vänskapsmatch mot Jamaica.

Han har deltagit i flera stora mästerskap som bland annat den asiatiska cupen 2000 samt Fotbolls-VM i Japan/Sydkorea 2002 och Fotbolls-VM i Tyskland 2006.

### Mål i det japanska landslaget
| Nr  | Datum             | Plats       | Motståndare  | Resultat | Tävling                               |
| --- | ----------------- | ----------- | ------------ | -------- | ------------------------------------- |
| 1.  | 6 juni, 2000      | Rabat       | Jamaica      | 4-0      | Vänskapsmatch                         |
| 2.  | 18 juni, 2000     | Yokohama    | Bolivia      | 2-0      | Kirin Cup 2000                        |
| 3.  | 18 juni, 2000     | Yokohama    | Bolivia      | 2-0      | Kirin Cup 2000                        |
| 4.  | 14 oktober, 2000  | Sidon       | Saudiarabien | 4-1      | Asiatiska mästerskapet i fotboll 2000 |
| 5.  | 15 augusti, 2001  | Fukuroi     | Australiten  | 3-0      | Vänskapsmatch                         |
| 6.  | 1 juli, 2001      | Sapporo     | Paraguay     | 2-0      | Kirin Cup 2001                        |
| 7.  | 1 juli, 2001      | Sapporo     | Paraguay     | 2-0      | Kirin Cup 2001                        |
| 8.  | 7 oktober, 2001   | Southampton | Nigeria      | 2-2      | Vänskapsmatch                         |
| 9.  | 7 november, 2001  | Saitama     | Italien      | 1-1      | Vänskapsmatch                         |
| 10. | 8 oktober, 2003   | Tunis       | Tunisien     | 1-0      | Vänskapsmatch                         |
| 11. | 11 oktober, 2003  | Bukarest    | Rumänien     | 1-1      | Vänskapsmatch                         |
| 12. | 12 februari, 2004 | Fukuroi     | Irak         | 2-0      | Vänskapsmatch                         |
| 13. | 9 juli, 2004      | Oita        | Slovakien    | 3-1      | Kirin Cup 2004                        |
| 14. | 8 juni, 2005      | Bangkok     | Nordkorea    | 2-0      | Kvalmatch till VM-2006                |
| 15. | 16 juni, 2005     | Hannover    | Mexiko       | 1-2      | Confederations Cup 2005               |
| 16. | 7 september, 2005 | Rifu        | Honduras     | 5-4      | Vänskapsmatch                         |
| 17. | 7 september, 2005 | Rifu        | Honduras     | 5-4      | Vänskapsmatch                         |

- Det japanska resultatet står alltid först.

## Personliga Meriter
J-League Young Player of the Year: 1997
J-League Best Eleven: 3 gånger
- 1998, 2001, 2008

## Lagmeriter

### Landslag
Vinnare av Asiatiska mästerskapet i fotboll: 1 gång
- 2000

### Klubblag
Vinnare av J.League: 5 gånger
- 1996, 1998, 2000, 2001, 2007

Vinnare av Emperors Cup: 3 gånger
- 1997, 2000, 2007

Vinnare av Yamazaki Nabisco Cup: 3 gånger
- 1997, 2000, 2002

(Alla klubbtitlar är med Kashima Antlers)